# 오소부코

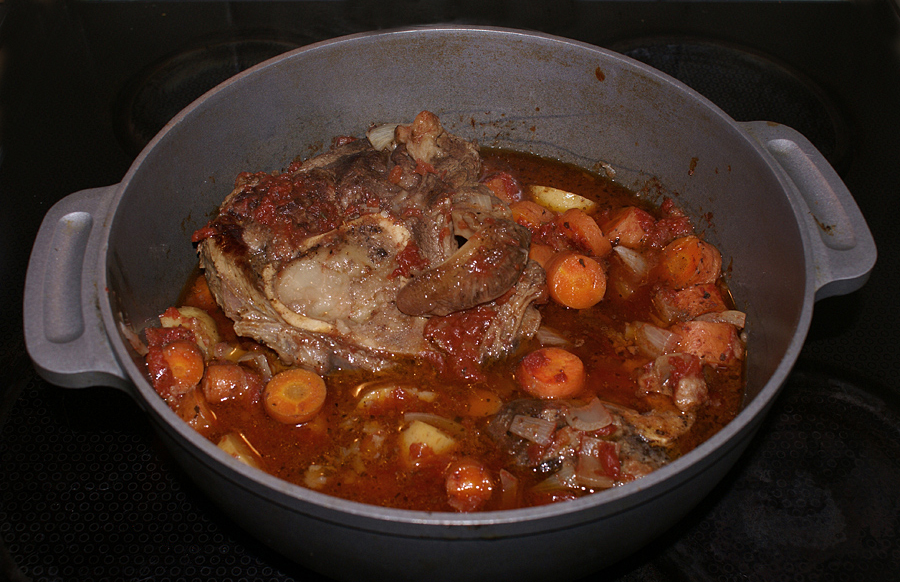
오쏘부코

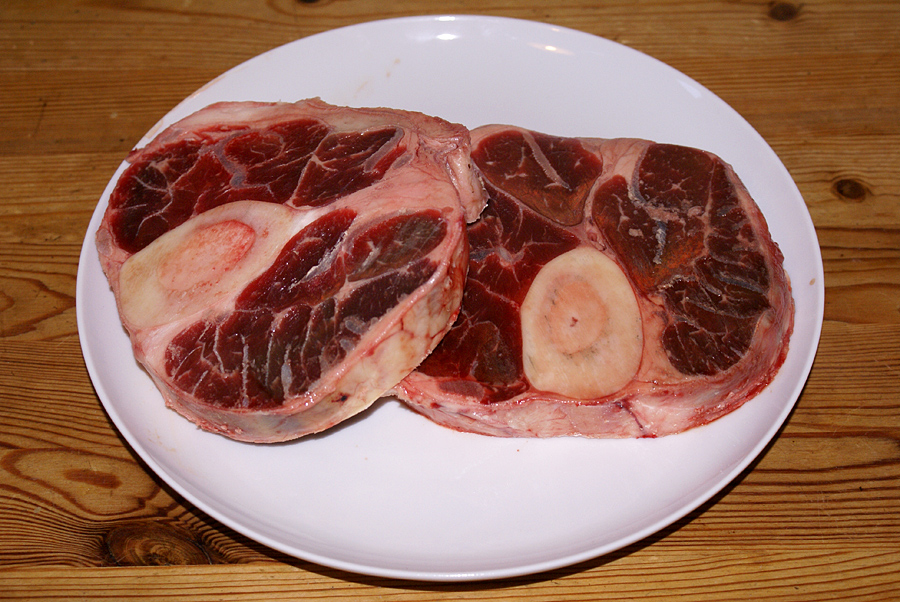
송아지 정강이살

오쏘부코(Ossobuco, IPA: [ˌɔsːoˈbuːko])는 밀라노식 요리로서 송아지의 정강이살을 포도주와 양파 등을 함께 끓여 조리하는 요리이다. 전통적으로 리소토를 같이 쓰고 가루를 낸 허브의 일종인 그레모라타로 장식을 한다.
오쏘부코에는 두 종류가 있다. 근대에 들어와서는 원래 쓰지 않던 토마토를 쓴다. 원래 "흰색 오스부코"(ossobuco in bianco)로 칭해 시나몬, 월계수 잎으로 만든 베이 리프(Bay leaf), 그레모라타를 쓴다. 최근에는 토마토, 당근, 셀러리, 양파를 많이 쓴다.

## 명칭
Ossobuco 혹은 osso buco는 구멍이 있는 뼈라는 뜻으로 반듯하게 자른 정강이살이다. 밀라노 서부지역 방언으로는 oss bus를 쓴다.

## 역사
오쏘부코는 19세기 후반부터 처음으로 등장했으며 그 연원은 농장이 많은 지역에서 보통 먹는 음식이었던 것으로 추정된다. 밀라노 인근 교외에는 농장이 많았기 때문에 이를 통해 비슷한 요리는 오스테리아가 나타나기 시작한다.

## 같이 보기
- 니하리